# Templo de San Luis (Misuri)
El templo de San Luis, Misuri, es uno de los templos construidos y operados por la Iglesia de Jesucristo de los Santos de los Últimos Días, el número 50 construido por la iglesia y el único construido en el estado de Misuri. Situado en la comunidad de Crestwood, un suburbio de 2000 habitantes en las afueras de la ciudad de San Luis, el templo de granito blanco consta de un solo pináculo y jardines que en la primavera son decorados con miles de flores que, a diferencia del interior del templo, están abiertos al público.
Al templo, por su cercanía a las comunidades, asisten Santos de los Últimos Días provenientes del estado de Kansas, el sur de Illinois y Misuri.

## Historia
Durante los primeros años desde la fundación de la iglesia SUD a mediados del siglo XIX, Joseph Smith (hijo) presentó a la iglesia planes, a modo de revelación divina o profecía, de construir templos en Misuri, primero en Far West y luego en la ciudad de Independence. La grave persecución por parte del gobernador Lilburn W. Boggs y otros en oposición a la nueva iglesia, impidió la realización de los planes de construir templos en el estado. Sin embargo, tres terrenos habían sido dedicados para la construcción de un templo, ninguno de los cuales llegaron a ser construidos por la iglesia.

## Construcción
La Primera Presidencia de la iglesia SUD anunció la construcción del templo en la ciudad de San Luis mediante una carta a las autoridades generales del área en diciembre de 1990. La ceremonia de la primera palada tuvo lugar el 30 de octubre de 1993, siendo presidida por el entonces presidente de la iglesia SUD Gordon B. Hinckley y asistiendo a ella unas 2300 personas.
El templo se construyó a base de mármol blanco-imperial extraído del estado de Vermont y cuenta con cuatro salones empleados para las ordenanzas SUD, cuatro salones de sellamientos matrimoniales y un batisterio. El templo tiene un área de 5,458 metros cuadrados de construcción en un terreno de 5,7 hectáreas.

## Dedicación
El templo SUD de la ciudad de San Luis, Misuri, fue dedicado para sus actividades eclesiásticas en cuatro sesiones el 1 de junio de 1997, por el propio Hinckley. Con anterioridad a ello y durante un mes, del 24 de abril al 24 de mayo de ese mismo año, la iglesia permitió un recorrido público de las instalaciones y del interior del templo al que asistieron más de 21.000 visitantes. Unos 8.000 miembros de la iglesia e invitados asistieron a la ceremonia de dedicación, que incluye una oración dedicatoria.